# La Barreta
La Barreta är en ort i Mexiko.   Den ligger i kommunen China och delstaten Nuevo León, i den centrala delen av landet, 600 km norr om huvudstaden Mexico City. La Barreta ligger 133 meter över havet och antalet invånare är 495.
Terrängen runt La Barreta är platt. Runt La Barreta är det mycket glesbefolkat, med 2 invånare per kvadratkilometer. La Barreta är det största samhället i trakten. Trakten runt La Barreta består till största delen av jordbruksmark.